# Anemoi

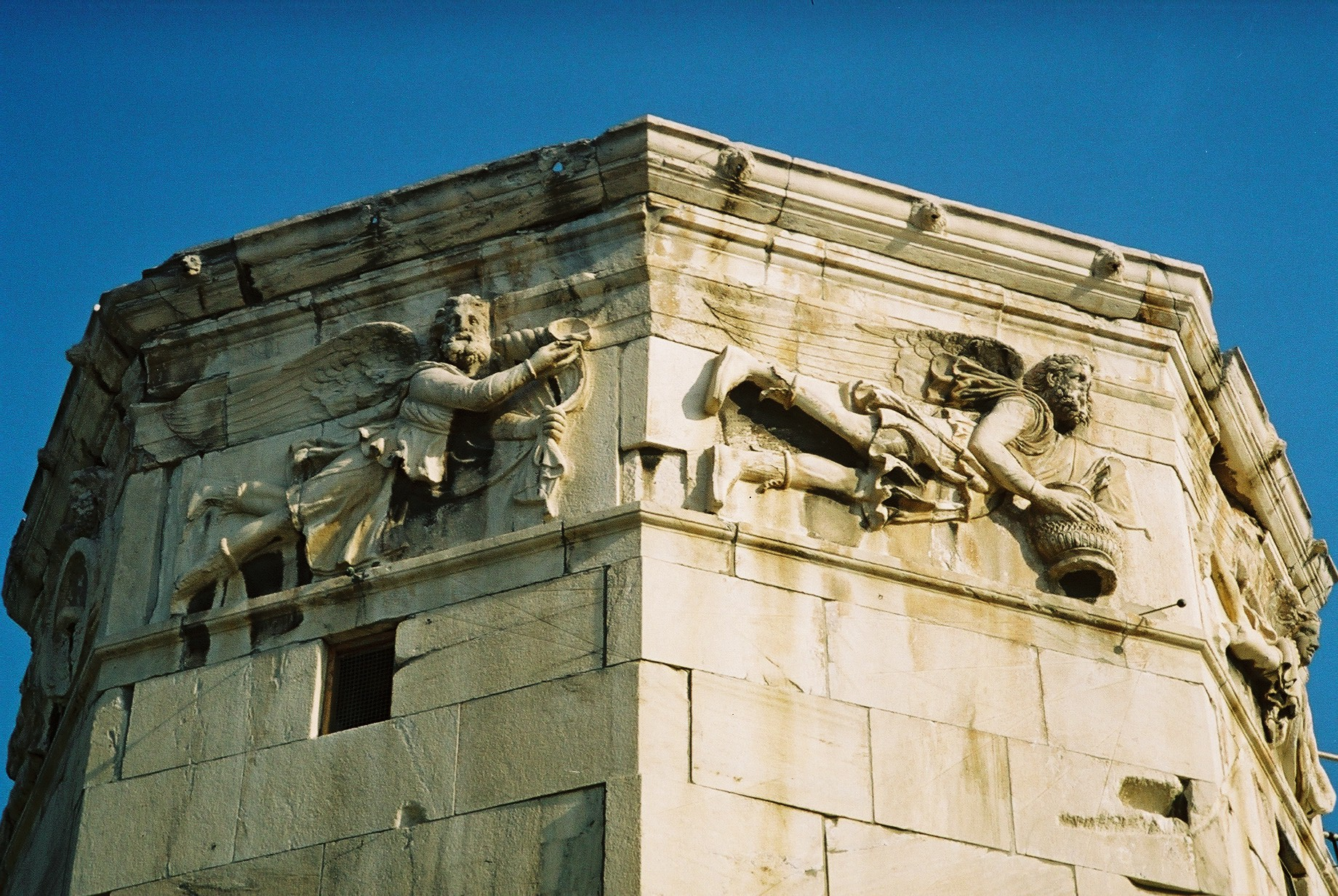
Marmurowy fryz z wizerunkami skrzydlatych bogów, ośmioboczna Wieża Wiatrów wzniesiona ok. 40 r. p.n.e. w Atenach

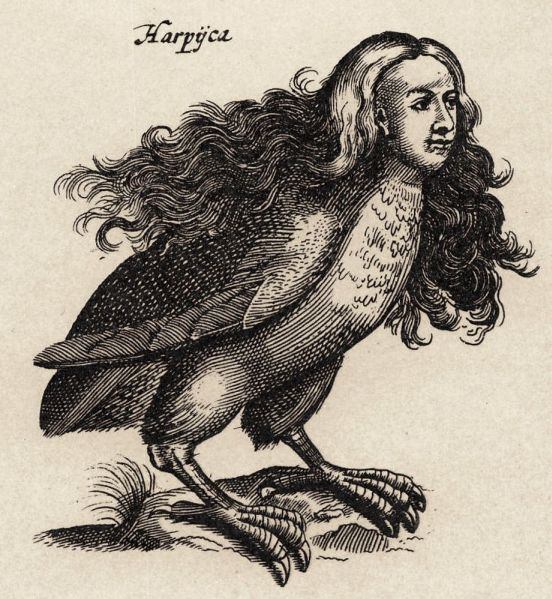
Wyobrażenie harpii jako ptaka z kobiecą głową i ostrymi szponami, Ulisse Aldrovandi: Monstrorum historia, 1642, Bolonia

Anemoi (lm gr. Ἄνεμοι Ánemoi, łac. Venti ‘wiatry’, lp gr. Ἄνεμος Ánemos, łac. Ventus ‘wiatr’) – w mitologii greckiej uosobienia wiatrów.
Bogowie uosabiający wiatry, wiejące z kierunków kardynalnych (zasadniczych, głównych; S, N, E, W) i interkardynalnych (pośrednich; SE, SW, NE, NW); synowie tytanidy Eos i tytana Astrajosa:
- Boreasz (Boreas, gr. Βορέας Boréas, Βοριάς Boriás ‘wiatr północny’ ‘północ’, łac. Boréas ‘wiatr północny’, Boreus ‘północny’, Aquilo ‘wiatr północny’, ‘północ’) – północ;
- Notos (gr. Νότος Nótos ‘południe’, łac. Notus ‘wiatr południowy’, Auster ‘wiatr południowy’, ‘południe’) – południe;
- Apeliotes (gr. Ἀπηλιώτης Apēliṓtēs ‘związany ze Słońcem’, łac. Solanus ‘wiatr wschodni’) – wschód;
- Zefir (gr. Ζέφυρος Zéphyros, łac. Zephyrus ‘wiatr zachodni’, Favonius ‘wiatr zachodni’) – zachód;
- Kajkias (Kaikias, Hellespontias, gr. Καικίας Kaikías, łac. Caecius) – północny wschód;
- Euros (gr. Εὖρος Euros ‘ten, który pali’, łac. Eurus ‘wiatr południowo-wschodni’, Vulturnus ‘wiatr południowo-wschodni’) – południowy wschód;
- Skiron (Scirron, Skejron, Argestes, Olimpias, gr. Σκίρων Skírōn, Skeirōn, łac. Caurus, Corus ‘wiatr północno-zachodni’) – północny zachód;
- Lips (gr. Λίψ Líps ‘nadchodzący z Libii’, łac. Africus) – południowy zachód.

Przedstawiano ich jako skrzydlatych mężczyzn. Byli utożsamiani z rzymskimi Venti.
Duchy (demony) lub boginie (zwane harpiami) uosabiające gwałtowne wiatry; córki boga Taumasa i Okeanidy Elektry:
- Aello (Nikotoe, gr. Ἀελλώ Aellṓ, Νικοθόη Nikothóē, łac. Aello, Nicothoe, „Wichrowa”, „Zawierucha”, „Burzliwa”);
- Ocypete (Okypete, gr. Ωκυπέτη Ōkypétē, łac. Ocypete, „Prędka w locie”, „Pędziwiatr”);
- Kelajno (Celaeno, gr. Κελαινώ Kelainṓ, łac. Celaeno, „Czarna”, „Ciemnica”).

Przedstawiano je w postaci skrzydlatych kobiet lub ptaków z ludzką głową.
Wyobrażenie o bóstwach przejawia się w sztukach plastycznych, między innymi w greckim malarstwie wazowym (malowidła wazowe z V wieku p.n.e. przedstawiające Zefira z Hiacyntem, Boreasza porywającego Orejtyję) i rzeźbie (Wieża Wiatrów w Atenach, Porwanie Orejtyi przez Boreasza L.S. Boizota, Zefir i Psyche A. Rodina), tańcu (balet Zefir i Flora P. Vranickiego) i literaturze (Iliada i Odyseja Homera, Eneida Wergiliusza).